# Костин, Андрей Львович
Андрей Львович Костин (18 февраля 1947 или 1947, Москва — 3 июня 2000, Калязин, Тверская область) — советский и российский художник и график. Член Союза художников и Академии графического дизайна.

## Биография
Родился, жил и работал в Москве.
Отец, Костин Лев Константинович — театральный художник, работал в постановочной части ГАБТ.
Мать, Костина Елена Михайловна — искусствовед, работала в НИИ РАХ.
В 1965 Закончил МСХШ при МГХИ им. Сурикова, с благодарностью вспоминал учителя рисования Николая Ивановича Дрегалина.
В 1970 году окончил Московский полиграфический институт. Учился у педагогов: Захарова Павла Григорьевича, Ляхова Воли Николаевича и у Гончарова Андрея Дмитриевича.
С 1966 активные занятия живописью.
1966 — первое участие в молодежной выставке.
1967 — начало работы в издательствах.
1968-69 — оформление спектакля «Веселие Руси есть пити» в студенческом театре МГУ, режиссер Петр Фоменко. Параллельно активные занятия станковой графикой: офорт, линогравюра.
С 1973 по 1986 — работа в Комбинате Графических Искусств в эстампной мастерской. Работа над книжным оформлением и иллюстрациями в издательствах: «Советский писатель», «Молодая гвардия», «Прогресс», «Радуга», «Художественная литература», «Современник», «Книга», «Правда», позднее — в журнале «Химия и жизнь».
С 1974 — член МОСХа.
1974 −1988 созданы известные графические циклы, иллюстрации и книжное оформление. Среди них «Мертвые души» и «Тарас Бульба» Н. В. Гоголя, «Холстомер» и «Детство. Отрочество. Юность.» Л. Н. Толстого, «Евгений Онегин» А. С. Пушкина, «Избранное» Лоренса Стерна, «Новеллы» Стефана Цвейга, «Избранное» Э. Т. А. Гофмана.
1979 — детская книга «До свидания, овраг» К. Сергиенко
1981 — обложка пластинки «Кто» Стихи и сказки Александра Введенского (и о нем самом). Составитель — Владимир Глоцер
1981 — детская книга «Сказки о Шише» Б.Шергин
На протяжении всех этих лет создавалась серия жанровых офортов и литографий.
1984 — поездка на книжную ярмарку в Болонью. Окончание работы над иллюстративным рядом, макетом и оформлением книги «Детство. Отрочество. Юность.» Л. Н. Толстого.
1985 — иллюстрации (рисунки тушью) к книге «Портреты пером» С. Тхоржевского.
1988 — иллюстрации к книге «Избранное» А. Ф. Вельтмана.
1986—1988 — работа над романом в стихах А. С. Пушкина «Евгений Онегин» (серия иллюстраций из 50 офортов).
1988 — сделаны рисунки на цветной бумаге, послужившие началом для создания проекта, включающего в себя графические циклы «Кабинет рисунка», «Кабинет акврели» и параллельно, «Кабинет живописи» и «Кабинет скульптуры», работа над которыми продлилась вплоть до 1999 года. Возобновление занятий живописью.
1989 — начало сотрудничества с галереей «М’АРС».
1991 — поездка в США, занятия живописью и офортом.
1993 — Документальный фильм (режиссер — Лев Бродский) «Игра воображения или „Кабинеты“ Андрея Костина»
1994 г. — Избран в члены Академии графического дизайна.
1995—2000 г. Работа в журнале «Власть». Было сделано около 300 журнальных листов с использованием различных графических техник. В последние два года художник также освоил компьютерную графику.
1996 г. — Сделаны эскизы костюмов и декораций для балета П. И. Чайковского «Щелкунчик». (Балет не был осуществлен.)
2000 г. — Для Биеннале графики в Калининграде были сделаны 4 листа в технике компьютерной графики, воспроизведенные в печатной технике «Айриспринт». Материалом для создания этих работ в какой-то мере послужили неожиданно открывшиеся фотографии, сделанные дедом художника М. И. Аркадьевым в 20-е и 30-е гг. 4 листа этой последней серии были удостоены первой премии.
3 июня 2000 г. художник скоропостижно скончался, будучи на теплоходе около Калязина.
2018 г. — Издана первая монография о его творчестве.
2021 г. — Издание книги А. С. Пушкина «Евгений Онегин» с комментариями М. Ю. Лотмана
2022 г. — Издание книги А. С. Пушкина «Евгений Онегин»

### Награды
Диплом 1976 год за офорты из серии «Большой балет»
Специальный диплом
Всесоюзный конкурс искусства книги
Почетная грамота издательства Художественная литература
Диплом
Московская организация Союза Художников РСФСР
За создание иллюстраций к произведениям Стефана Цвейга «Избранное»
Диплом 1 рижской миниатюр график трибунале 1983
Премия Министерства культуры РСФСР «За лучшее произведение года в области книжной графики»(1986),
Всесоюзный конкурс искусства книги за успехи в оформлении
За книгу Э.Т.А. Гофман «Избранное»
Лауреат VI международной биеннале графики стран Балтийского моря «Калининград - Кенигсберг 2000». Около десяти наград на национальных конкурсах книжного искусства и станковой графики.
3 июня 2023 года в день смерти художника. Книга «Евгений Онегин» получила 2 премии.
Ежегодный международный конкурс «Образ книги»
Дизайнерский конкурс «Жар птица 2023»

### Персональные выставки
1967 Выставка живописи (совместно с Георгием Марковым). Московский дом художника на Кузнецком мосту.
1977 Выставка графики (совместно с Мариной Телепневой). Загорский государственный историко-художественный музей-заповедник.
1978 Выставка графики (совместно с Теодором Тэжиком). Выставочный зал на ул. Жолтовского, Москва.
1979 Выставка графики Андрея Костина, Игоря Макаревича, Юрия Басова, Ольги Абрамовой. Выставочный зал на ул. Вавилова, Москва.
1990 «Графические сезоны» (совместно с Сергеем Бархиным). Выставочный зал на ул. Горького, 25, Москва.
1995 «Кабинет рисунка». М'АРСГалерея «М'АРС», Москва.
2000 Выставка графики «Эти». Литературный клуб галереи «Манеж» «Домик Чехова», Москва.
Выставка памяти художника. М'АРС Галерея «М'АРС», Москва.
Выставка памяти художника в рамках VI Международной биеннале графики стран Балтийского моря «Калининград-Кенигсберг-2000» под эгидой Международного комитета «АРС-Балтика». Калининградская художественная галерея.
Выставка станковой печатной графики в рамках Фестиваля галерей «Арт-Новосибирск-2000». Новосибирская картинная галерея.
2001 Выставка в Выставочном зале журнала «Наше наследие» к годовщине смерти художника.
2020 Выставка иллюстраций к роману в стихах Александра Сергеевича Пушкина «Евгений Онегин» Государственный музей А. С. Пушкина

### Групповые выставки
1966 VII молодежная выставка. Московский дом художника на Кузнецком мосту.
1971-1983 Международные выставки искусства книги («IBA»). Лейпциг, Германия.
1973-1989 Выставки московских художников книги. Московский дом художника на Кузнецком мосту.
1975 «Интерграфика». Берлин, ГДР.
1976 7-я Международная биеннале прикладной графики. Брно, Чехословакия.
1977 Международная выставка иллюстрации детской книги. Болонья, Италия.
1979 Первая всесоюзная выставка книжной иллюстрации. ЦДХ, Москва.
Международная биеннале графики. Гейдельберг, ФРГ.
1982 Международная выставка иллюстрации детской книги. Болонья, Италия.
1984 Международная триеннале печатной графики Прибалтийских республик. Рига, Латвия.
Выставка произведений советских художников-иллюстраторов. Университет Сюррей, Англия.
1986 Вторая всесоюзная выставка книжной иллюстрации. ЦДХ.
1988 Выставка произведений советских иллюстраторов детской книги. Венеция — Рим.
13-я Международная биеннале прикладной графики. Брно, Чехословакия.
1989 Первая экспозиция сегодняшнего художественного сознания. М'АРС Галерея «М'АРС», Москва.
«Образ поэта. Образ поэзии» (К столетию Анны Ахматовой). Москва — Санкт-Петербург — Париж.
1990 Выставка художников галереи «М’АРС». Рим.
«ART ONE MIF. Идеальный проект художественного рынка». ЦДХ.
«Вторая экспозиция сегодняшнего художественного сознания». М'АРС Галерея «М'АРС». Дизайн-центр, Москва.
1991 Международная выставка иллюстрации детской книги. Болонья, Италия.
1992 Всероссийская выставка рисунка. ЦДХ.
1993 «Письмо М. А. Булгакову». ЦДХ.
1994 Первая выставка «Русская коллекция. Конец XX века». Галерея «М’АРС», Москва.
1996 «Галереи в галерее» (представлен галереей «М’АРС»). ГТГ.
«Постсоветская живопись» (представлен галереей «М’АРС»). Бейрут, Ливан.
Вторая выставка «Русская коллекция. Конец XX века». Галерея «М’АРС». (Экспонировалась до 2000).
1997 «Золотое яйцо». Выставка художников журнала «Химия и жизнь» 1965—1997. ЦДХ, Москва
1997 «Мир чувственных вещей в картинках — конец XX века». Проект галереи «М’АРС». ГМИИ.
1997-1999 «А. С. П. посвящается…». ГЦСИ. Передвижная выставка произведений российских художников в рамках фестиваля современного искусства «Пушкин и современность»:
1998 Ярославский ЦСИ «Арс-форум»;
Плесский государственный историко-архитектурный и художественный музей-заповедник;
Костромская муниципальная художественная галерея;
Нижегородский государственный художественный музей;
1999 Нижнетагильский государственный музей изобразительных искусств;
Екатеринбургский музей изобразительных искусств;
Государственный художественный музей Республики Башкортостан им. М. В. Нестерова, Уфа;
Самарский областной художественный музей;
Государственный музей изобразительных искусств Республики Татарстан, Казань.
1998 18-я выставка московских художников книги. Москва.
5-я Международная бьеннале станковой графики «Калининград-Кенигсберг». Калининградская художественная галерея.
«Русская коллекция во Дворце Наций». Женева.
1998-1999 «Евгений Онегин». Даль свободного романа…". К 200-летию со дня рождения А. С. Пушкина. ГМИИ.
1999-2000 19-я выставка книжной графики «Поэт и художники». «Новый Манеж», Москва. 2000
2-я выставка московских графиков. Московский дом художника на Кузнецком мосту.
VI Международная биеннале графики стран Балтийского моря «Калининград-Кенигсберг-2000» (под эгидой Международного комитета «АРС-Балтика»). Калининградская художественная галерея.
Участвовал также во многих московских, зональных, республиканских выставках, а также в экспозициях Союза художников России в Англии, Болгарии, Венгрии, Испании, Италии, Мексике, Норвегии, Румынии, Чехословакии, США, Югославии.
2000 Искусство графики. Москва, Кузнецкий мост
2001 Персональная выставка. ГТГ
2001 Выставка «Москва-Петербург» Манеж
2001 Персональная выставка. «Наше наследие»
Персональная выставка. Галерея «М’АРС»
2001 «Копилка», Государственный Русский музей, Санкт-Петербург
2002 «Искусство наций», 10 лет Москва 1992—2002. ЦДХ
2003 «Графика XX века» (новые поступления) ГТГ
2003 «С Ъ Знаком. Журнальная графика Андрея Костина для Издательского дома „Коммерсантъ“». Выставка Академии графического дизайна. ЦДХ http://agd.imadesign.ru/330
2005 «Коллаж в России. XX век». Государственный Русский музей
2007 «Русская книжная графика XX века из частных собраний». ЦДХ
Международная книжная выставка «Fantasy». Польша
2007 Коллекция Ирины Стежка «Московские художники». Наше наследие
2008 «20 лет Марсу». Галерея «М’АРС»
2009 Выставки, посвященные 200-летию Н. В. Гоголя:
2011 Династия художников Костиных. Российская государственная библиотека искусств.
2014 Английская книга в русском вкусе. Галерея ГРОСart совместно с Государственным музеем А. С. Пушкина

### Музеи и собрания, в которых находятся произведения А. Л. Костина
- Государственная Третьяковская галерея
- Музей изобразительных искусств имени А. С. Пушкина
- Государственный Русский музей
- Государственный музей А. С. Пушкина
- Государственный музей Л. Н. Толстого
- Калининградская художественная галерея
- Красноярский художественный музей им. В.И. Сурикова
- Пермская государственная художественная галерея
- Челябинская областная картинная галерея
- Министерство культуры РФ
- Дирекция выставок Союза художников России
- МОСЭКСПО, Россия
- М'АРСГалерея «М’АРС», Москва
- Музей современного искусства П. Людвига, Кёльн

Частные собрания России, Англии, Бельгии, Германии, Голландии, Греции, Италии, Испании, Польши, США, Франции.